# グレブ・ニキティン
グレブ・ニキティン（ラテン文字転写：Gleb Nikitin；ロシア語: Глеб Никитин、1964年 - ）は、ロシア出身のヴァイオリニスト、指揮者。現在は札幌大谷大学音楽学科教授。両親は、共にピアニストだった。

## 経歴
1964年、ソビエト連邦時代の ロシア・ソビエト連邦社会主義共和国・モスクワに生まれた。6歳からピアノを、8歳からヴァイオリンを学んだ。1984年にモスクワ音楽院に入学し、ヴァレリー・クリモフに師事。1989年に同音楽院ヴァイオリン科を卒業。また、レオニード・ニコラエフに師事し、1992年に同音楽院指揮科を卒業した。

### コンサートマスターとしての活動
1988年にズービン・メータ、ドミトリー・キタエンコの指揮による米ソ合同オーケストラにてコンサートマスターを務めた。その他にも、ベルゲン・フィルハーモニー管弦楽団のゲストコンサートマスター、モスクワボリショイ劇場管弦楽団のアソシエイト・コンサートマスター、ザグレブ・フィルハーモニー管弦楽団のソロ・コンサートマスターを務めた。
日本においては、1993年に札幌交響楽団コンサートマスターに就任した。1998年から2000年9月まで同団首席コンサートマスターを務めた。
2000年10月から2006年3月には、東京交響楽団のコンサートマスターを務めた。その後京都市交響楽団のコンサートマスターを経て、2008年7月1日に東京交響楽団第一コンサートマスターに就任した。2007年9月には、ゲストコンサートマスターとしてモントリオール交響楽団に招かれ、ケント・ナガノと共演した。

### 指揮者としての活動
ボリショイ劇場で芸術監督・アレクサンドル・ラザレフの下、副指揮者を務めたのを皮切りに、トムスク・フィル、札幌交響楽団、クロアチア室内合唱団、東京交響楽団チェンバーオーケストラなどを指揮している。
また、札幌大谷大学短期大学部でも指揮をしている。

## 受賞・栄典
- 1988年イタリア・ナポリのアルベルト・クルチ国際ヴァイオリンコンクール入賞。
- 1990年イタリア・ゴリツィアのロドルフォ・リビツェル国際ヴァイオリンコンクール第3位受賞。